# 马尾河 (贺江)
马尾河，位于中国广西壮族自治区贺州市境内，是贺江左岸支流，发源于贺州市八步区里松镇斧头山马鞍冲，流经贺州市的里松、黄田和莲塘三镇，于古柏村汇入贺江。干流长48.9千米，平均比降27.6‰，流域面积460平方千米。中上游山涧冲沟多，落差大；下游河床较平坦。